# Perdita idonea
Perdita idonea är en biart som beskrevs av Timberlake 1968. Perdita idonea ingår i släktet Perdita och familjen grävbin. Inga underarter finns listade i Catalogue of Life.